# Dzielnik napięcia

Przykład prostego dzielnika napięcia (rezystancyjnego)

Dzielnik napięcia – czwórnik, który zapewnia uzyskanie określonego stosunku pomiędzy napięciem wejściowym a wyjściowym. Dzielniki napięć buduje się z elementów pasywnych (np. rezystory, kondensatory lub cewki).
Stosunek napięcia wyjściowego {\displaystyle U_{\text{wy}}} do wejściowego {\displaystyle U_{\text{we}}} dzielnika napięcia oznaczamy {\displaystyle K_{u}}
{\displaystyle K_{u}={\frac {U_{\text{wy}}}{U_{\text{we}}}}.}

## Dzielnik napięcia rezystancyjny
Napięcie wyjściowe nieobciążonego dzielnika zasilanego jest zawsze mniejsze od napięcia zasilania i zależy tylko od stosunku wartości użytych oporników oraz wartości napięcia wejściowego
{\displaystyle U_{\text{wy}}={\frac {U_{\text{we}}}{R+R_{1}}}\cdot {R_{1}}.}
Wynika to z faktu, że natężenie prądu elektrycznego płynącego przez nieobciążony dzielnik napięcia ma wartość taką samą dla obu elementów
{\displaystyle I={\frac {U_{\text{we}}}{R+R_{1}}},}
natomiast spadek napięcia na oporniku {\displaystyle R_{1}} wynosi
{\displaystyle U_{\text{wy}}=I\cdot R_{1}.}
Wyprowadzenie głównego wzoru {\displaystyle U_{\text{wy}}} przy użyciu powyższych informacji można przeprowadzić następująco:
1. {\displaystyle U=I\cdot R}
2. {\displaystyle U_{\text{we}}=I\cdot (R+R_{1})}
3. {\displaystyle U_{\text{wy}}=I\cdot R_{1}}
4. {\displaystyle I={\frac {U}{R}}}
5. {\displaystyle I_{1}={\frac {U_{\text{we}}}{R+R_{1}}}}
6. {\displaystyle I_{2}={\frac {U_{\text{wy}}}{R_{1}}}}
7. Natężenie jest takie samo, przy założeniu, że dzielnik napięcia nie jest obciążony: {\displaystyle I_{1}=I_{2}}
8. {\displaystyle {\frac {U_{\text{we}}}{R+R_{1}}}={\frac {U_{\text{wy}}}{R_{1}}}}
9. {\displaystyle U_{\text{wy}}=U_{\text{we}}\cdot {\frac {R_{1}}{R+R_{1}}}.}

## Zastosowania dzielnika napięcia
Najczęściej używanym typem dzielnika napięcia jest potencjometr, będący dzielnikiem rezystancyjnym. Jest to specyficzna odmiana dzielnika, w której wartości {\displaystyle R} i {\displaystyle R_{1}} mogą być płynnie regulowane, co można wykorzystać do regulacji napięcia wyjściowego w zależności od prądu obciążenia.
Dzielniki napięcia w postaci potencjometrów są używane w każdym układzie audiofonicznym do regulacji głośności – bowiem opisana powyżej zasada dzielnika napięcia jest wykorzystywana zarówno w potencjometrach analogowych (regulacja płynna), jak i cyfrowych (regulacja skokowa).
Wartości użytych rezystancji mogą być dokładnie zmierzone, czyli napięcie wyjściowe może być również obliczone z dużą dokładnością. Tę właściwość dzielnika napięcia wykorzystuje się do poszerzania zakresu pomiarowego woltomierzy. Woltomierz mierzy napięcie dołączone do jego zacisków. Jeśli mierzone napięcie zostanie podłączone przez dzielnik napięcia wówczas
{\displaystyle U_{\text{woltomierza}}=U_{\text{dzielnika}}=U_{\text{mierzone}}\cdot {\frac {R_{1}}{R+R_{1}}},}
dlatego też:
{\displaystyle U_{\text{mierzone}}=U_{\text{woltomierza}}\cdot {\frac {R+R_{1}}{R_{1}}}=U_{\text{woltomierza}}\cdot k,}
gdzie stała {\displaystyle k} jest zawsze większa od jedności (następuje więc poszerzenie zakresu pomiarowego), a jej wartość wynika tylko ze stosunku użytych rezystancji.
Dzielnik napięcia może się składać z więcej niż dwóch elementów połączonych szeregowo. Takie rozwiązanie jest stosowane np. w woltomierzach o zmiennych zakresach pomiarowych. Każde pośrednie napięcie wyjściowe reprezentuje odpowiedni zakres pomiarowy, którego wartość wynika z odpowiednich wartości rezystancji użytych w dzielniku.

### Dzielnik napięcia przemiennego
Dzielniki napięcia mogą być także używane w układach prądu i napięcia przemiennego. Niemniej jednak, przy zasilaniu prądem przemiennym należy wziąć pod uwagę przesunięcia fazowe wynikające z występowania możliwych reaktancji pojemnościowych i indukcyjnych w samym dzielniku, jak również i w zasilającym obwodzie.
Najbardziej korzystne jest używanie dzielnika napięciowego zbudowanego z bezindukcyjnych, bezpojemnościowych rezystorów, niemniej jednak nie zawsze jest to możliwe. Czasami więc stosuje się dzielniki pojemnościowe – zbudowane z dwóch kondensatorów.